# Maui (программа)
Maui cluster scheduler — планировщик заданий в параллельных и распределенных вычислительных системах (кластерах). Как правило, используется совместно с менеджером распределенных ресурсов TORQUE.
Maui позволяет выбирать различные политики планирования, поддерживает динамическое изменение приоритетов, исключения. Все это улучшает управляемость и эффективность машин, начиная от простых кластеров до суперкомпьютеров.

## Разработка и поддержка
Maui был разработан в середине 90-х. Разработка бесплатной версии была прекращена в 2005 году, проект стал коммерческим и получил название Moab Cluster Suite.
В разработке программы принимали участие такие организации как Cluster Resources Inc., US DOE, PNLL, центр высокопроизводительных вычислений в университете штата Юта (CHPC), суперкомпьютерный центр штата Огайо (OSC), USC, NCSA и многие другие. Версия исходного кода 2005 года доступна для загрузки, может изменяться и свободно распространяться.